# Asura celipodoa
Asura celipodoa là một loài bướm đêm thuộc phân họ Arctiinae, họ Erebidae.